# The Chemistry of Death
The Chemistry of Death är en brittisk thriller- och kriminalserie från 2023 som hade premiär den 12 januari 2023. Första säsongen består av sex avsnitt. Serien är baserad på Simon Becketts roman med den svenska titeln Dödens kemi.

## Handling
Serien kretsar kring David Hunter.Han har avslutat sin karriär som rättsläkare och flyttat till Manham, en by på landet för att arbeta som läkare. När en kvinna hittas död gör David sitt yttersta för att hålla sig utanför utredningen.

## Rollista (i urval)
- Harry Treadaway - David Hunter
- Samuel Anderson - Mackanzie
- Jefferson Hall - Ben Anders
- Jeanne Goursaud - Jenny Krause
- Lucian Msamati - Dr. Henri Maitland
- Neve McIntosh - Josie Fraser
- Katie Leung - Maggie Cassidy
- Stuart Bowman - Iain Kinross
- David Haymann - Brody
- Amy Manson - Ellen McLeod